# Triops vicentinus
Triops vicentinus – gatunek przekopnicy występujący w południowej Portugalii. Nazwa gatunku pochodzi od przylądka Świętego Wincentego. Charakteryzuje się pomarańczowym ubarwieniem pancerza. Od Triops cancriformis wyodrębnił się około 180 milionów lat temu.